# 조나단 디킨슨

프린스턴 대학(뉴져지 대학)의 초대 총장 조나단 디킨슨

조나단 디킨슨( Jonathan Dickinson, 1688년 4월 22일 - 1747년 10월 7일 ) 은 뉴저지 출신의 회중교회 목회자였으나 후에 장로교로 옮겨 목회생활을 하였다. 그는 1730년대에 일어난 대각성 (운동)의 지도자로 프린스턴 대학교의 전신인 뉴져지 대학교의 공동 설립자이며 초대 총장이었다. 그는 실험적이며 생동감있는 기독교를 원했으며, 사회적 종교적 질서도 또한 강조하였다.

## 웨스트민스터 신앙고백에 관한 견해
그는 장로교에서 채택한 신앙고백서에 대하여 이 고백서를 채택한다는 것이 성경의 충분성을 부정하는 것이라며 반대의사를 밝혔다. 또한 신앙고백이 사람의 해석을 지나치게 의존하여 성경과 같은 수준에 올려 놓는다며 반대하였다.

## 저서
- Familiar Letters to a Gentleman, upon a Variety of Seasonable and Important Subjects in Religion